# Eino Seppälä
Eino Seppälä (Virolahti, 11 november 1896 – Imatra, 4 april 1968), was een Finse atleet.

## Biografie
Seppälä nam eenmaal deel aan de Olympische Zomerspelen en won met het 3.000 m team de gouden medaille.

## Palmares

### 3.000 m team
- 1920:  OS - 8 punten

### 5.000 m
- 1920: 5e OS - 15.12,8

1912: Tell Berna, George Bonhag, Abel Kiviat, Louis Scott, Norman Taber ·
1920: Horace Brown, Michael Devaney, Ivan Dresser, Arlie Schardt, Lawrence Shields ·
1924: Elias Katz, Frej Liewendahl, Paavo Nurmi, Ville Ritola, Eino Seppälä, Sameli Tala